# Fanling

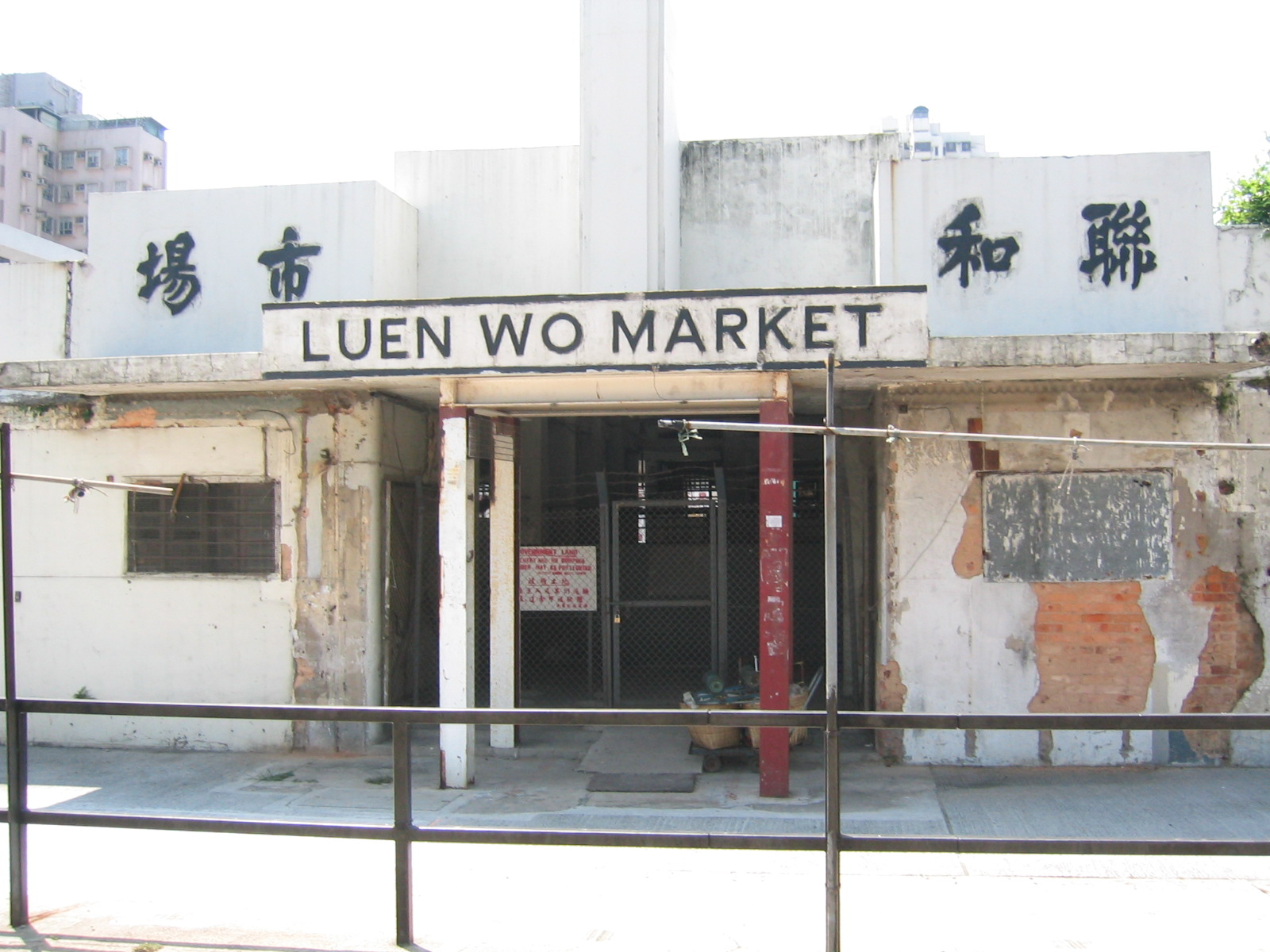
Marché désaffecté de Luen Wo Hui, géré à l'origine par des Puntis

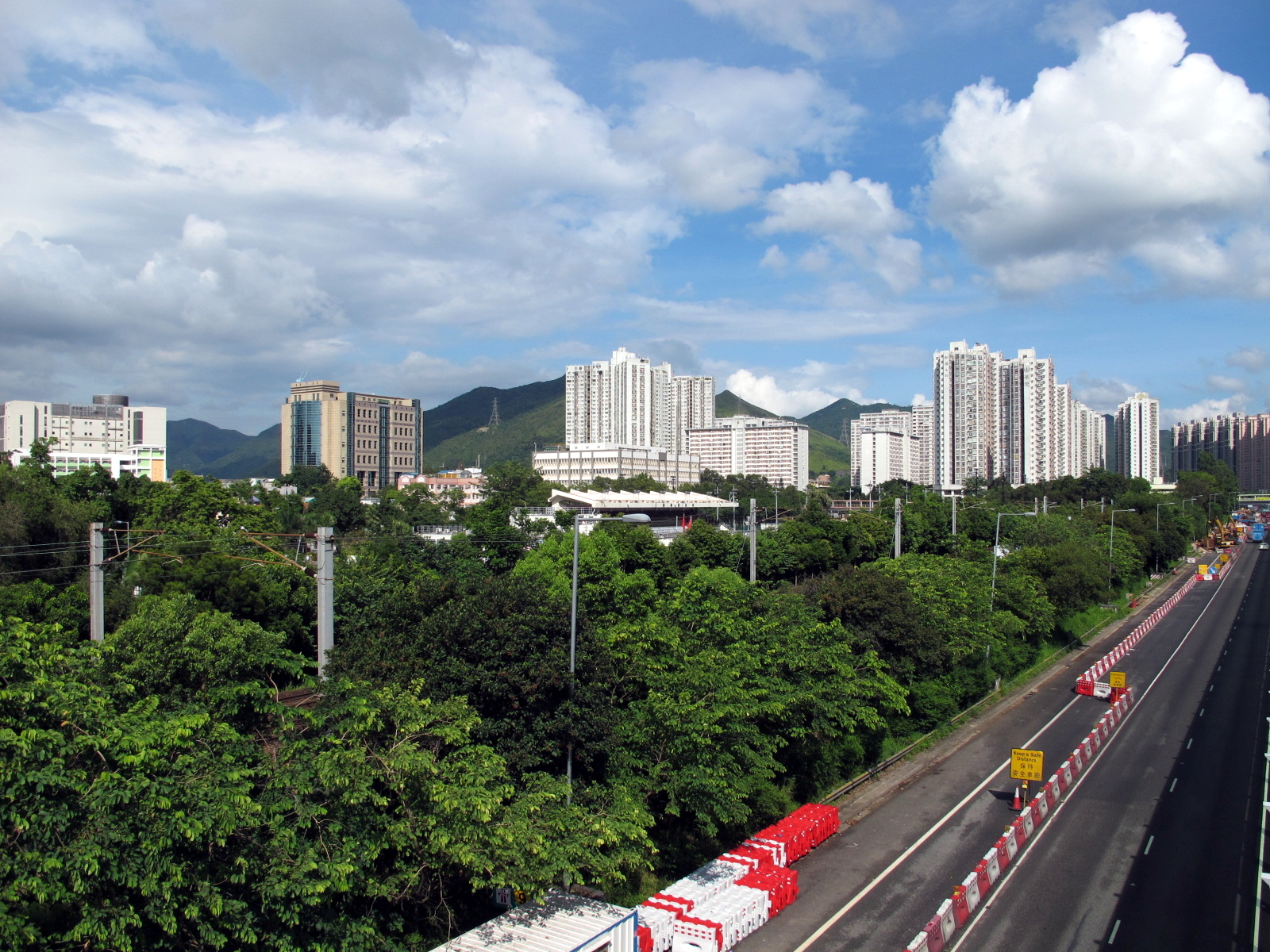
Zone résidentielle de Fanling

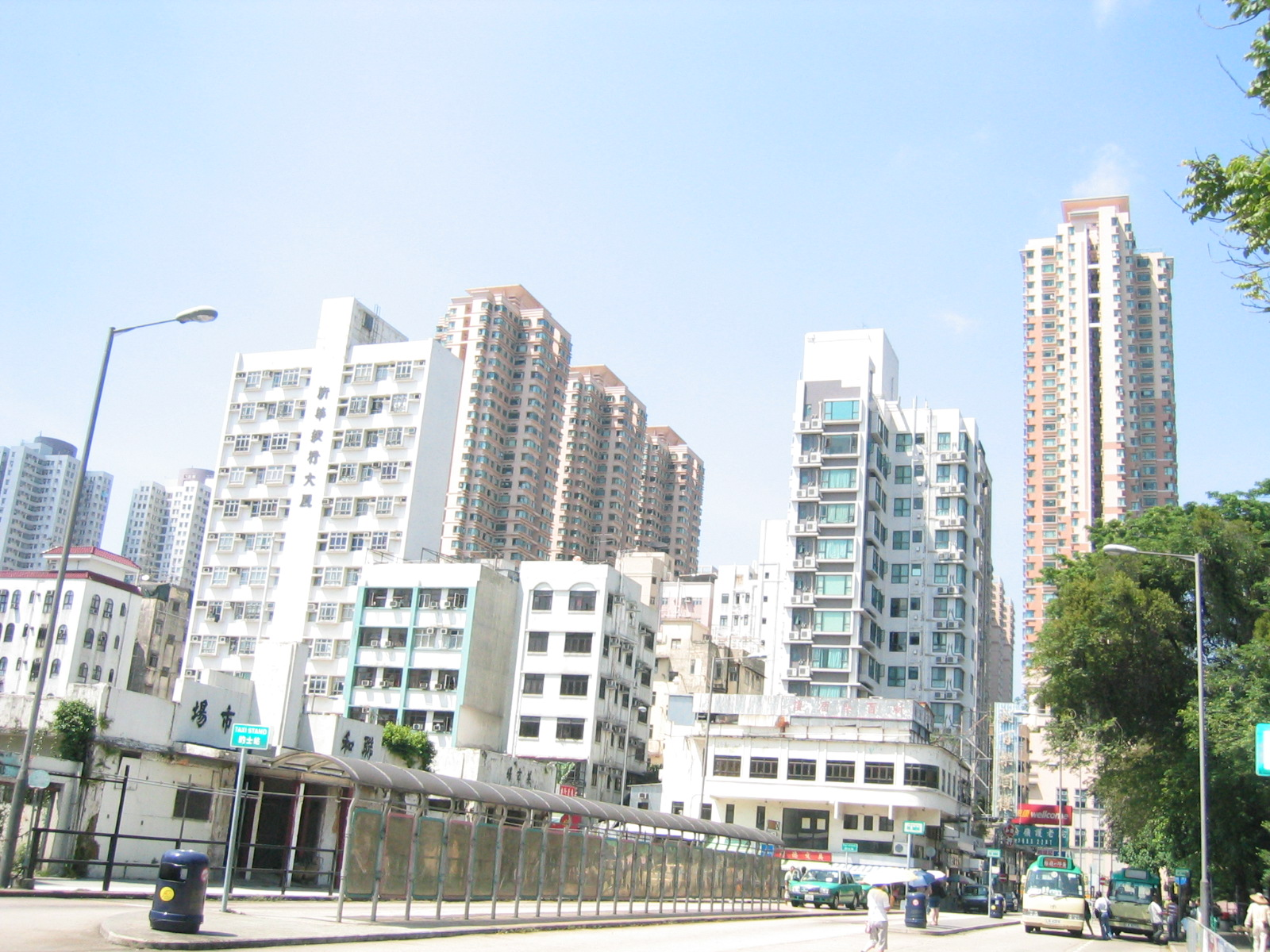
Nouveaux bâtiments à Luen Wo Hui

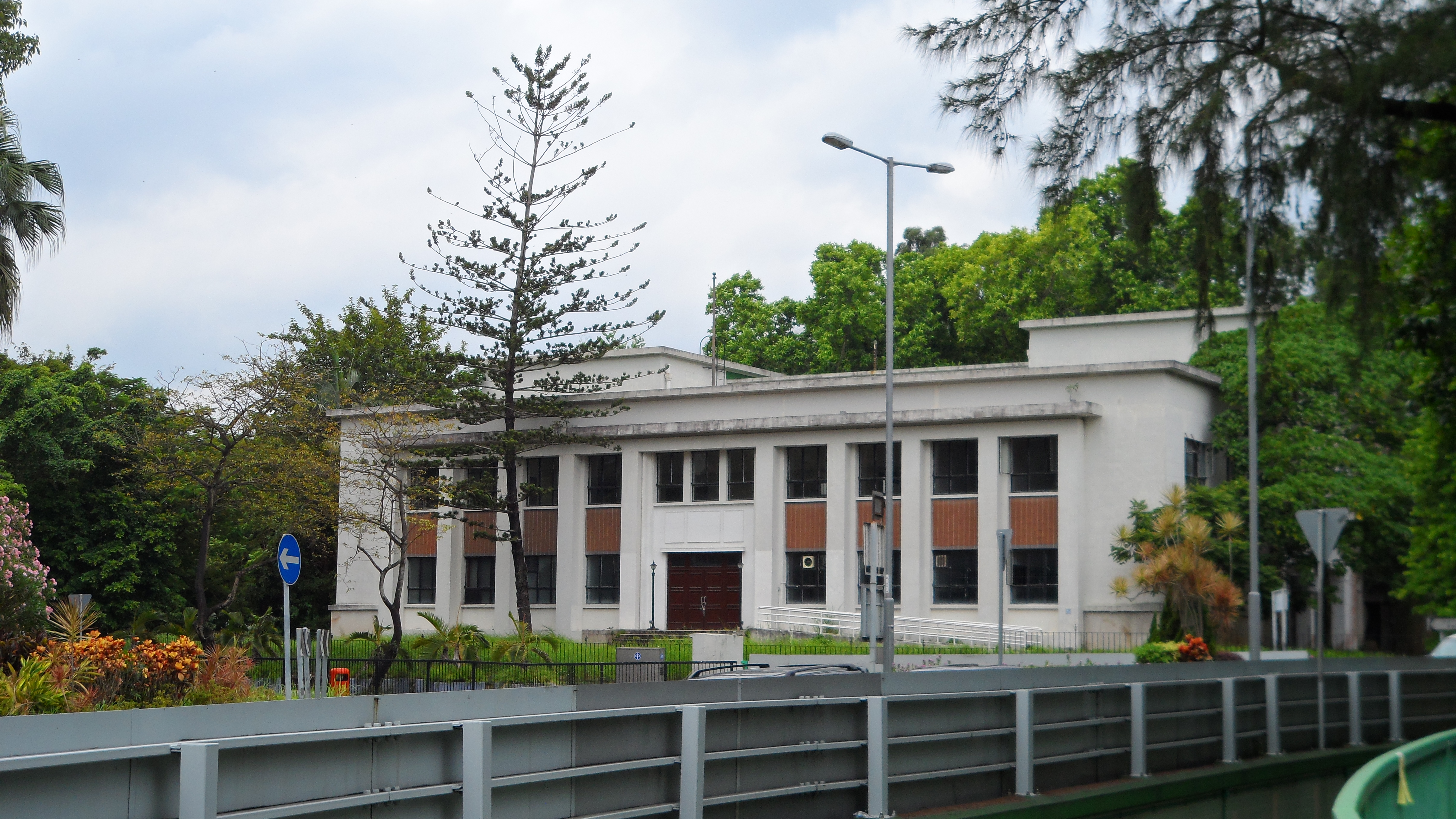
Ancienne magistrature de Fanling

Fanling (en chinois traditionnel : 粉嶺 ; également retranscrit Fan Ling ou Fan Leng) est une ville (en) située à l'est des Nouveaux Territoires de Hong Kong. Administrativement, elle fait partie du North District. La ville de Fanling est la principale agglomération de la région de Fanling. Le nom Fanling est une forme abrégée de Fan Pik Leng (粉壁嶺). La région compte plusieurs domaines publics et privés.
Au nord-ouest de Fanling se trouve Sheung Shui (en), et au sud-est Tai Po (en).

## Zones
Faisant partie de Fanling–Sheung Shui New Town (en), Fanling Town comprend Luen Wo Hui (聯和墟), la place du marché de Fanling avant le développement urbain de la région, et Wo Hop Shek (en) (和合石), où se trouve un cimetière public (en) en amont.
Fanling North est l'une des trois nouvelles zones de développement actuellement planifiées pour le district Nord, parallèlement à Ta Kwu Ling (en) et Kwu Tung North.

## Sites remarquables
- Fanling Wai (en) ((zh)), un village fortifié.
- Fung Ying Seen Koon (en) ((zh)), temple taoïste.
- Lung Yeuk Tau Heritage Trail
- Musée Tao Heung des aliments de l'Humanité (en) (déplacé à Fo Tan (en) en 2008)

## Lotissements
Les lotissements publics et privés de Fanling sont les suivants :
- Avon Park (碧湖花園)
- Belair Monte (綠悠軒)
- Cheung Wah Estate (en) (祥華邨)
- Dawning Views (牽晴間)
- Fanling Centre (粉嶺中心)
- Fanling Town Centre (粉嶺名都)
- Flora Plaza (花都廣場)
- Grand Regentville (御庭軒)
- Regentville (帝庭軒)
- Ka Fuk Estate (en) (嘉福邨)
- Ka Shing Court (en) (嘉盛苑)
- King Shing Court (en) (景盛苑)
- Wah Ming Estate (en) (華明邨)
- Wah Sum Estate (en) (華心邨)
- Yan Shing Court (en) (欣盛苑)
- Yung Shing Court (en) (雍盛苑)
- Greenpark Villa (蔚翠花園)
- Cheerful Park (欣翠花園)
- Vienna Garden (維也納花園)
- Wing Fok Centre (en) (榮福中心)
- Wing Fai Centre (en) (榮輝中心)
- Wah Ming Estate (en) (華明邨)
- Union Plaza (海聯廣場)

## Villages
Les villages de la région de Fanling sont les suivants :
- Fan Leng Lau (en)
- Fanling Wai (en) (粉嶺圍)
- Fu Tei Pai (en)
- Hok Tau Wai (en)
- Hung Leng (en)
- Kan Tau Tsuen (en)
- Ko Po (en)
- Kwai Tau Leng
- Kwan Tei (en)
- Lau Shui Heung (en)
- Leng Pei Tsuen (en)
- Leng Tsai (en)
- Lung Yeuk Tau (incluant San Uk Tsuen, San Wai (en), Wing Ning Tsuen (en), Wing Ning Wai (en), Ma Wat Tsuen (en), Tung Kok Wai (en) et Lo Wai (en))
- Ma Liu Shui San Tsuen (en)
- Ma Mei Ha (en)
- Ma Mei Ha, Leng Tsui (en)
- Ma Liu Shui San Tsuen (en)
- Ma Wat Tsuen (en) (麻笏村)
- Ma Wat Wai (en)
- On Lok Tsuen (en)
- San Tong Po (en)
- San Uk Tsai (en)
- Shung Him Tong Tsuen (en)
- Tong Hang (en)
- Siu Hang San Tsuen (en)
- Siu Hang Tsuen (en)
- Sze Tau Leng (en)
- Tan Chuk Hang (en)
- Tsz Tong Tsuen (en)
- Wa Mei Shan (en)
- Wo Hop Shek (en)

## Éducation
Fanling fait partie du Primary One Admission (POA) School Net 81. Ce réseau scolaire comprend plusieurs écoles subventionnées (gérées de manière indépendante mais financées par l'État) ; aucune école publique ne fait partie de ce réseau.
Écoles à Fanling :
- Fanling Public School (en) (école subventionnée)

## Transport
Fanling est desservie par :
- Route 9 (en)
- Gare de Fanling (en)
- Réseau de bus (en)